# Caulksville
Caulksville è un comune degli Stati Uniti d'America, situato in Arkansas, nella contea di Logan.